# Wahlkreis Manchester Gorton
Der Wahlkreis Manchester Gorton war von 1918 bis 2024 ein Wahlkreis (englisch constituency) für die Wahl eines Abgeordneten des britischen Unterhauses (House of Commons).

## Ergebnisse (seit 1945)

### Parlamentswahl 1945
| Kandidaten           | Kandidaten       | Parteien           | Stimmen | %    |
| -------------------- | ---------------- | ------------------ | ------- | ---- |
|                      | William Oldfield | Labour Party       | 24.095  | 69,1 |
|                      | Harry Sharp      | Conservative Party | 10.799  | 30,9 |
| Gesamt               | Gesamt           | Gesamt             | 34.894  | 100  |
|                      |                  |                    |         |      |
| Quelle: UK Parlament |                  |                    |         |      |

### Parlamentswahl 1950
| Kandidaten           | Kandidaten           | Parteien                         | Stimmen | %    |
| -------------------- | -------------------- | -------------------------------- | ------- | ---- |
|                      | William Oldfield     | Labour Party                     | 28.088  | 55,2 |
|                      | James Watts          | Conservative Party               | 18.564  | 36,5 |
|                      | Abram Maxwell Caplin | Liberal Party                    | 3.377   | 6,6  |
|                      | Syd Abbott           | Communist Party of Great Britain | 873     | 1,7  |
| Gesamt               | Gesamt               | Gesamt                           | 50.902  | 100  |
|                      |                      |                                  |         |      |
| Quelle: UK Parlament |                      |                                  |         |      |

### Parlamentswahl 1951
| Kandidaten           | Kandidaten            | Parteien           | Stimmen | %    |
| -------------------- | --------------------- | ------------------ | ------- | ---- |
|                      | William Oldfield      | Labour Party       | 28.753  | 58,0 |
|                      | Squire Horace Garlick | Conservative Party | 20.815  | 42,0 |
| Gesamt               | Gesamt                | Gesamt             | 49.568  | 100  |
|                      |                       |                    |         |      |
| Quelle: UK Parlament |                       |                    |         |      |

### Parlamentswahl 1955
| Kandidaten           | Kandidaten      | Parteien           | Stimmen | %    |
| -------------------- | --------------- | ------------------ | ------- | ---- |
|                      | Konni Zilliacus | Labour Party       | 21.102  | 50,3 |
|                      | Bruce Campbell  | Conservative Party | 20.833  | 49,7 |
| Gesamt               | Gesamt          | Gesamt             | 41.935  | 100  |
|                      |                 |                    |         |      |
| Quelle: UK Parlament |                 |                    |         |      |

### Parlamentswahl 1959
| Kandidaten           | Kandidaten         | Parteien           | Stimmen | %    |
| -------------------- | ------------------ | ------------------ | ------- | ---- |
|                      | Konni Zilliacus    | Labour Party       | 23.337  | 50,9 |
|                      | Henry Donald Moore | Conservative Party | 22.480  | 49,1 |
| Gesamt               | Gesamt             | Gesamt             | 45.817  | 100  |
|                      |                    |                    |         |      |
| Quelle: UK Parlament |                    |                    |         |      |

### Parlamentswahl 1964
| Kandidaten           | Kandidaten      | Parteien           | Stimmen | %    |
| -------------------- | --------------- | ------------------ | ------- | ---- |
|                      | Konni Zilliacus | Labour Party       | 23.895  | 55,1 |
|                      | Edwin Hodson    | Conservative Party | 19.465  | 44,9 |
| Gesamt               | Gesamt          | Gesamt             | 43.360  | 100  |
|                      |                 |                    |         |      |
| Quelle: UK Parlament |                 |                    |         |      |

### Parlamentswahl 1966
| Kandidaten           | Kandidaten      | Parteien           | Stimmen | %    |
| -------------------- | --------------- | ------------------ | ------- | ---- |
|                      | Konni Zilliacus | Labour Party       | 24.726  | 60,1 |
|                      | Ian Keith Paley | Conservative Party | 16.418  | 39,9 |
| Gesamt               | Gesamt          | Gesamt             | 41.144  | 100  |
|                      |                 |                    |         |      |
| Quelle: UK Parlament |                 |                    |         |      |

### Nachwahl 1967
Die Wahl fand am 2. November statt.
| Kandidaten                 | Kandidaten                | Parteien                         | Stimmen | %    |
| -------------------------- | ------------------------- | -------------------------------- | ------- | ---- |
|                            | Kenneth Marks             | Labour Party                     | 19.259  | 45,9 |
|                            | Winston Spencer-Churchill | Conservative Party               | 18.682  | 44,5 |
|                            | Terry Lacey               | Liberal Party                    | 2.471   | 5,9  |
|                            | John Creasey              | All Party Alliance               | 1.123   | 2,7  |
|                            | Victor Eddisford          | Communist Party of Great Britain | 437     | 1,0  |
| Gesamt                     | Gesamt                    | Gesamt                           | 41.972  | 100  |
|                            |                           |                                  |         |      |
| Quelle: By-elections.co.uk |                           |                                  |         |      |

### Parlamentswahl 1970
| Kandidaten           | Kandidaten      | Parteien           | Stimmen | %    |
| -------------------- | --------------- | ------------------ | ------- | ---- |
|                      | Kenneth Marks   | Labour Party       | 23.679  | 53,5 |
|                      | John A. Kevill  | Conservative Party | 17.594  | 39,7 |
|                      | James M. Ashley | Liberal Party      | 3.013   | 6,8  |
| Gesamt               | Gesamt          | Gesamt             | 44.286  | 100  |
|                      |                 |                    |         |      |
| Quelle: UK Parlament |                 |                    |         |      |

### Parlamentswahl Februar 1974
| Kandidaten           | Kandidaten          | Parteien           | Stimmen | %    |
| -------------------- | ------------------- | ------------------ | ------- | ---- |
|                      | Kenneth Marks       | Labour Party       | 22.276  | 51,2 |
|                      | Stephen Waley-Cohen | Conservative Party | 13.300  | 30,6 |
|                      | Robert Brooks       | Liberal Party      | 7.906   | 18,2 |
| Gesamt               | Gesamt              | Gesamt             | 43.482  | 100  |
|                      |                     |                    |         |      |
| Quelle: UK Parlament |                     |                    |         |      |

### Parlamentswahl Oktober 1974
| Kandidaten           | Kandidaten          | Parteien           | Stimmen | %    |
| -------------------- | ------------------- | ------------------ | ------- | ---- |
|                      | Kenneth Marks       | Labour Party       | 21.287  | 53,6 |
|                      | Stephen Waley-Cohen | Conservative Party | 12.423  | 31,3 |
|                      | A. Cottam           | Liberal Party      | 5.984   | 15,1 |
| Gesamt               | Gesamt              | Gesamt             | 39.694  | 100  |
|                      |                     |                    |         |      |
| Quelle: UK Parlament |                     |                    |         |      |

### Parlamentswahl 1979
| Kandidaten           | Kandidaten        | Parteien               | Stimmen | %    |
| -------------------- | ----------------- | ---------------------- | ------- | ---- |
|                      | Kenneth Marks     | Labour Party           | 22.293  | 53,5 |
|                      | Michael Lord      | Conservative Party     | 16.009  | 38,4 |
|                      | Graham Shaw       | Liberal Party          | 2.867   | 6,9  |
|                      | Richard Chadfield | British National Front | 469     | 1,1  |
| Gesamt               | Gesamt            | Gesamt                 | 41.638  | 100  |
|                      |                   |                        |         |      |
| Quelle: UK Parlament |                   |                        |         |      |

### Parlamentswahl 1983
| Kandidaten           | Kandidaten     | Parteien                         | Stimmen | %    |
| -------------------- | -------------- | -------------------------------- | ------- | ---- |
|                      | Gerald Kaufman | Labour Party                     | 22.460  | 51,2 |
|                      | John Kershaw   | Conservative Party               | 12.495  | 28,5 |
|                      | Keith Whitmore | Liberal Party                    | 8.348   | 19,0 |
|                      | Malcolm Cowle  | Communist Party of Great Britain | 333     | 0,8  |
|                      | Leslie Andrews | British National Party           | 231     | 0,5  |
| Gesamt               | Gesamt         | Gesamt                           | 43.867  | 100  |
|                      |                |                                  |         |      |
| Quelle: UK Parlament |                |                                  |         |      |

### Parlamentswahl 1987
| Kandidaten           | Kandidaten     | Parteien           | Stimmen | %    |
| -------------------- | -------------- | ------------------ | ------- | ---- |
|                      | Gerald Kaufman | Labour Party       | 24.615  | 54,4 |
|                      | John Kershaw   | Conservative Party | 10.550  | 23,3 |
|                      | Keith Whitmore | Liberal Party      | 9.830   | 21,7 |
|                      | Pam Lawrence   | Red Front          | 253     | 0,6  |
| Gesamt               | Gesamt         | Gesamt             | 45.248  | 100  |
|                      |                |                    |         |      |
| Quelle: UK Parlament |                |                    |         |      |

### Parlamentswahl 1992
| Kandidaten           | Kandidaten       | Parteien                         | Stimmen | %    |
| -------------------- | ---------------- | -------------------------------- | ------- | ---- |
|                      | Gerald Kaufman   | Labour Party                     | 23.671  | 62,3 |
|                      | Jonathan Bullock | Conservative Party               | 7.392   | 19,5 |
|                      | Phil Harris      | Liberal Democrats                | 5.327   | 14,0 |
|                      | Terry Henderson  | Liberal Party                    | 767     | 2,0  |
|                      | Mike Daw         | Green Party of England and Wales | 595     | 1,6  |
|                      | Pam Lawrence     | Revolutionary Communist Party    | 108     | 0,3  |
|                      | Philip Mitchell  | Natural Law Party                | 84      | 0,2  |
|                      | Colleen Smith    | International Communist          | 30      | 0,1  |
| Gesamt               | Gesamt           | Gesamt                           | 37.974  | 100  |
|                      |                  |                                  |         |      |
| Quelle: UK Parlament |                  |                                  |         |      |

### Parlamentswahl 1997
| Kandidaten           | Kandidaten         | Parteien                         | Stimmen | %    |
| -------------------- | ------------------ | -------------------------------- | ------- | ---- |
|                      | Gerald Kaufman     | Labour Party                     | 23.704  | 65,3 |
|                      | Jackie Pearcey     | Liberal Democrats                | 6.362   | 17,5 |
|                      | Guy Senior         | Conservative Party               | 4.249   | 11,7 |
|                      | Kevin Hartley      | Referendum Party                 | 812     | 2,2  |
|                      | Spencer FitzGibbon | Green Party of England and Wales | 683     | 1,9  |
|                      | Trevor Wongsam     | Socialist Labour Party           | 501     | 1,4  |
| Gesamt               | Gesamt             | Gesamt                           | 36.311  | 100  |
|                      |                    |                                  |         |      |
| Quelle: UK Parlament |                    |                                  |         |      |

### Parlamentswahl 2001
| Kandidaten           | Kandidaten         | Parteien                         | Stimmen | %    |
| -------------------- | ------------------ | -------------------------------- | ------- | ---- |
|                      | Gerald Kaufman     | Labour Party                     | 17.099  | 62,8 |
|                      | Jacqueline Pearcey | Liberal Democrats                | 5.795   | 21,3 |
|                      | Christopher Causer | Conservative Party               | 2.705   | 9,9  |
|                      | Bruce Bingham      | Green Party of England and Wales | 835     | 3,1  |
|                      | Rashid Bhatti      | UK Independence Party            | 462     | 1,7  |
|                      | Kirsty Muir        | Socialist Labour Party           | 333     | 1,2  |
| Gesamt               | Gesamt             | Gesamt                           | 27.229  | 100  |
|                      |                    |                                  |         |      |
| Quelle: UK Parlament |                    |                                  |         |      |

### Parlamentswahl 2005
| Kandidaten           | Kandidaten     | Parteien                    | Stimmen | %    |
| -------------------- | -------------- | --------------------------- | ------- | ---- |
|                      | Gerald Kaufman | Labour Party                | 15.480  | 53,2 |
|                      | Qassim Afzal   | Liberal Democrats           | 9.672   | 33,2 |
|                      | Amanda Byrne   | Conservative Party          | 2.848   | 9,8  |
|                      | Gregg Beaman   | UK Independence Party       | 783     | 2,7  |
|                      | Dan Waller     | Workers Revolutionary Party | 181     | 0,6  |
|                      | Matthew Kay    | Resolutionist Party         | 159     | 0,5  |
| Gesamt               | Gesamt         | Gesamt                      | 29.123  | 100  |
|                      |                |                             |         |      |
| Quelle: UK Parlament |                |                             |         |      |

### Parlamentswahl 2010
| Kandidaten           | Kandidaten        | Parteien                               | Stimmen | %    |
| -------------------- | ----------------- | -------------------------------------- | ------- | ---- |
|                      | Gerald Kaufman    | Labour Party                           | 19.211  | 50,1 |
|                      | Qassim Afzal      | Liberal Democrats                      | 12.508  | 32,6 |
|                      | Caroline Healy    | Conservative Party                     | 4.224   | 11,0 |
|                      | Justine Hall      | Green Party of England and Wales       | 1.048   | 2,7  |
|                      | Mohammed Zulfikar | Respect – The Unity Coalition          | 507     | 1,3  |
|                      | Karen Reissman    | Trade Unionist and Socialist Coalition | 337     | 0,9  |
|                      | Peter Harrison    | Christian Party                        | 254     | 0,7  |
|                      | Tim Dobson        | Pirate Party UK                        | 236     | 0,6  |
| Gesamt               | Gesamt            | Gesamt                                 | 38.325  | 100  |
|                      |                   |                                        |         |      |
| Ungültige Stimmen    | Ungültige Stimmen | Ungültige Stimmen                      | 205     | 0,5  |
| Wähler               | Wähler            | Wähler                                 | 38.530  | 50,7 |
| Wahlberechtigte      | Wahlberechtigte   | Wahlberechtigte                        | 75.933  |      |
|                      |                   |                                        |         |      |
| Quelle: UK Parlament |                   |                                        |         |      |

### Parlamentswahl 2015
| Kandidaten           | Kandidaten        | Parteien                               | Stimmen | %    |
| -------------------- | ----------------- | -------------------------------------- | ------- | ---- |
|                      | Gerald Kaufman    | Labour Party                           | 28.187  | 67,1 |
|                      | Laura Bannister   | Green Party of England and Wales       | 4.108   | 9,8  |
|                      | Mohammed Afzal    | Conservative Party                     | 4.063   | 9,7  |
|                      | Phil Eckersley    | UK Independence Party                  | 3.434   | 8,2  |
|                      | Dave Page         | Liberal Democrats                      | 1.782   | 4,2  |
|                      | Simon Hickman     | Trade Unionist and Socialist Coalition | 264     | 0,6  |
|                      | Cris Chesha       | Pirate Party UK                        | 181     | 0,4  |
| Gesamt               | Gesamt            | Gesamt                                 | 42.019  | 100  |
|                      |                   |                                        |         |      |
| Ungültige Stimmen    | Ungültige Stimmen | Ungültige Stimmen                      | 275     | 0,7  |
| Wähler               | Wähler            | Wähler                                 | 42.294  | 57,9 |
| Wahlberechtigte      | Wahlberechtigte   | Wahlberechtigte                        | 72.992  |      |
|                      |                   |                                        |         |      |
| Quelle: UK Parlament |                   |                                        |         |      |

### Parlamentswahl 2017
| Kandidaten           | Kandidaten          | Parteien                         | Stimmen | %    |
| -------------------- | ------------------- | -------------------------------- | ------- | ---- |
|                      | Mohammed Afzal Khan | Labour Party                     | 35.085  | 76,3 |
|                      | Shaden Jaradat      | Conservative Party               | 3.355   | 7,3  |
|                      | George Galloway     | unabhängig                       | 2.615   | 5,7  |
|                      | Jackie Pearcey      | Liberal Democrats                | 2.597   | 5,7  |
|                      | Jess Mayo           | Green Party of England and Wales | 1.038   | 2,3  |
|                      | Phil Eckersley      | UK Independence Party            | 952     | 2,1  |
|                      | Kemi Abidogun       | Christian Peoples Alliance       | 233     | 0,5  |
|                      | David Hopkins       | unabhängig                       | 51      | 0,1  |
|                      | Peter Clifford      | Communist League                 | 27      | 0,1  |
| Gesamt               | Gesamt              | Gesamt                           | 45.953  | 100  |
|                      |                     |                                  |         |      |
| Ungültige Stimmen    | Ungültige Stimmen   | Ungültige Stimmen                | 145     | 0,3  |
| Wähler               | Wähler              | Wähler                           | 46.098  | 61,2 |
| Wahlberechtigte      | Wahlberechtigte     | Wahlberechtigte                  | 75.362  |      |
|                      |                     |                                  |         |      |
| Quelle: UK Parlament |                     |                                  |         |      |

### Parlamentswahl 2019
| Kandidaten           | Kandidaten          | Parteien                         | Stimmen | %    |
| -------------------- | ------------------- | -------------------------------- | ------- | ---- |
|                      | Mohammed Afzal Khan | Labour Party                     | 34.583  | 77,6 |
|                      | Sebastian Lowe      | Conservative Party               | 4.244   | 9,5  |
|                      | Jackie Pearcey      | Liberal Democrats                | 2.448   | 5,5  |
|                      | Eliza Tyrrell       | Green Party of England and Wales | 1.697   | 3,8  |
|                      | Lesley Kaya         | Reform UK                        | 1.573   | 3,5  |
| Gesamt               | Gesamt              | Gesamt                           | 44.545  | 100  |
|                      |                     |                                  |         |      |
| Ungültige Stimmen    | Ungültige Stimmen   | Ungültige Stimmen                | 147     | 0,3  |
| Wähler               | Wähler              | Wähler                           | 44.692  | 58,5 |
| Wahlberechtigte      | Wahlberechtigte     | Wahlberechtigte                  | 76.419  |      |
|                      |                     |                                  |         |      |
| Quelle: UK Parlament |                     |                                  |         |      |